# 영혼

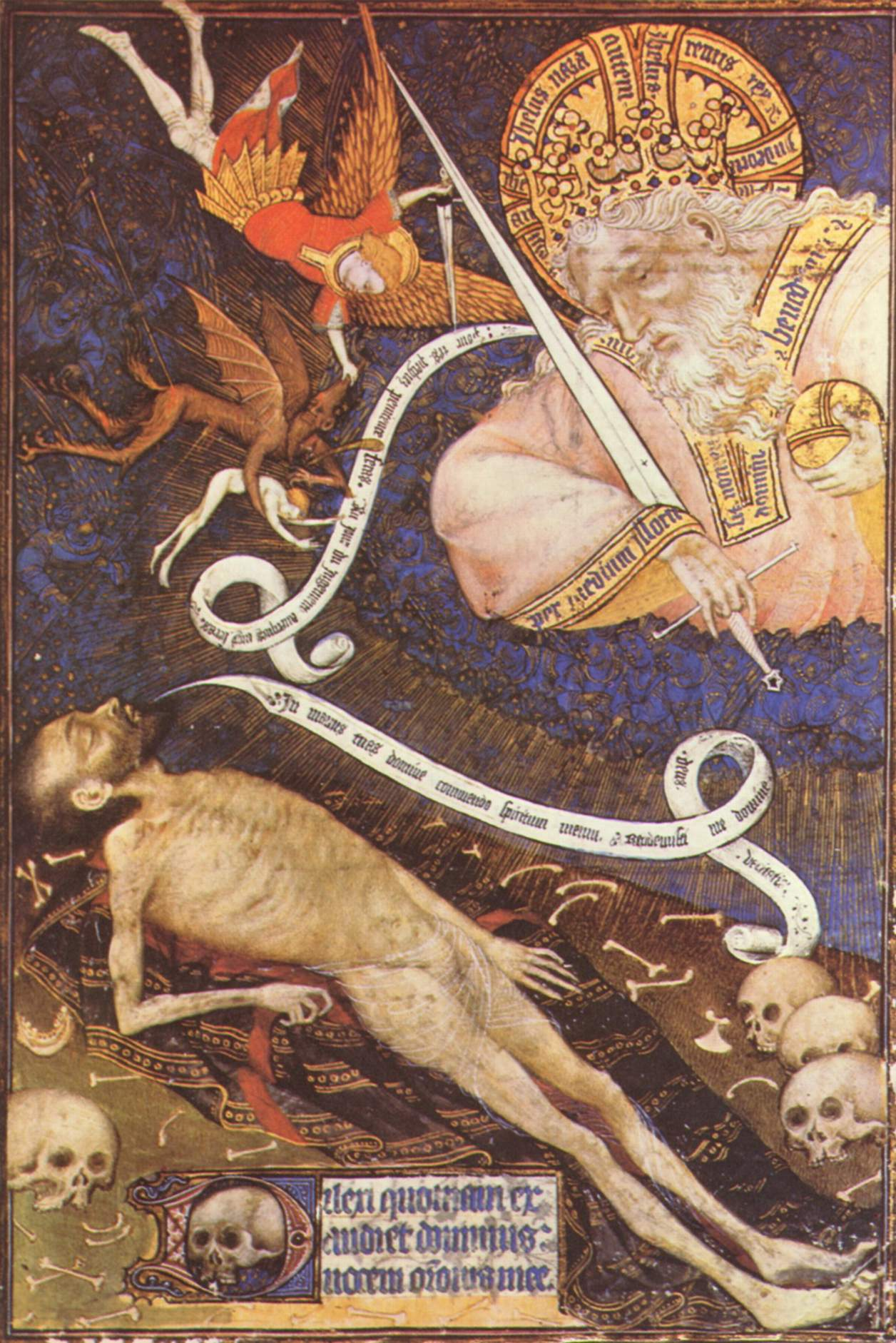
사람의 영혼을 두고 천사와 악마가 다투는 모습을 야훼가 바라보는 모습.

영혼(靈魂)은 육체로부터 독립적인 정신체를 의미한다. 대개 육체에서 벗어나 독자적으로 존재할 수 있다고 여겨지며, 사후에도 존속할 것으로 여겨진다. 사람이 살아있는 동안에는 체내에서 생명과 정신의 원동력이 되어주며, 육체와 정신을 관장하는 인격적인 실체이자 비물질적인 존재이다. 감각으로 인식되는 세계를 초월한 존재로 여겨진다.

## 어원
영혼(靈魂)은 영(靈)과 혼(魂)이 합쳐진 단어이다. 영혼이라는 표현은 초나라의 굴원이 쓴 글에서 처음 나타난다. 굴원은 시 〈애영(哀郢)〉에서 사람이 죽은 뒤의 유령을, 〈추사(抽思)〉에서는 마음과 정신을 나타내는 표현으로 사용했다.

## 영혼불멸설
주류 기독교, 이슬람교, 불교, 힌두교 등 세상의 많은 종교는 '영혼불멸설'(靈魂不滅說, immortality of the soul)을 따른다. 즉 육신과 영혼은 별개이며, 육신은 죽어도 영혼은 죽지 않고 천당이나 지옥에 가거나 다시 인간, 동물 등으로 환생한다는 사상이다. 기독교에서는 야훼(여호와)가 불멸하는 영을 인간에게 불어넣었다고 하며, 도교에서는 불멸의 영혼을 일컬어 신선이라 하며, 불교에서는 불멸의 영혼을 업식이라 일컬을 수 있으며 아뢰야식에 저장되며 이 업식에 따라 지옥, 아귀, 축생, 아수라, 인간, 천상으로 육도윤회한다고 한다. 서양철학의 아버지 플라톤은 파이돈에서 영혼불멸을 다루고 있다.

## 귀신
귀신(鬼神)은 "사람이 죽은 뒤에 남는다는 넋" 또는 "사람에게 화(禍)와 복(福)을 내려 준다는 신령(神靈)" 혹은 "초인간적 또는 초자연적 능력의 발휘 주체로 여겨지는 신(神)"이다.
한국의 민간신앙에서 귀신은 대체로 영들과는 달리 원체를 갖추지 못하고 아무것에도 종속하지 않는 고립된 존재이다. 이 점에서 귀신은 영(靈體)이며 정(精) 또는 신명과 구별되나 원체관념이 흐려지면 정이나 영이나 신명과 혼합된다.
귀신은 허리 이하가 장지(張紙) 옷이고 발은 말라 야위어서 마치 아귀와 같고 뼈만 남은 모습을 보이고 있는데 오래지 않아 병을 얻어 죽을 신세를 지닌 것이고 신명 앞에서 꼼짝도 못하는 세력이 약한 존재이며, 힘센 사람이 노려보면 점점 작아져서 없어지는 존재이다. 사람이 주는 음식에 고분고분 말을 잘 듣는 보이지 않는 존재인데 귀신 중에도 짓궂은 것이 있다.
귀신은 낮에는 이리저리 공중에 떠돌아다니다가 밤에는 궂은 곳을 찾아 몸을 쉬기도 한다. 대체로 오래된 고목(古木)이 귀신의 거처가 된다. 또 인가(人家)를 찾아드는 때가 있는데 그때에는 귀신들이 싫어하는 방편을 써서 들어오지 못하게 막고 소금을 뿌린다든지 콩을 뿌리거나 한다. 그 거처는 덤불 숲·땅 속·못·우물가 등이고 궂은 곳이나 어디에나 드나들 수 있다. 귀신은 일단 사람의 집에 들어가면 음식 제공을 받고서야 그곳을 떠나고 백주에 돌멩이를 던지는 난동을 부리며 때로는 사냥개 소리를 내거나 휘파람을 불기도 하고 세찬 바람을 일으키기도 한다. 밤에는 길 가는 행인을 괴롭히고 불장난도 한다. 이 불을 도깨비불이라고도 말하며 사람들이 무서워한다.
귀신은 때로는 영리하여 한 나라나 한 가족의 멸망을 예언하여 경고도 하고 잊은 물건의 소재를 잘 알아 내기도 한다. 그러나 대체로 귀신은 앞에서도 말했듯이 보다 세력이 있는 것에 쫓기는 몸인 것이다. 귀신 중에서 강한 귀신은 약한 귀신을 살해하기도 하고 처용(處容)과 같은 강한 인물을 그린 부적이나 글귀 앞에서는 꼼짝도 못하고 쫓겨 나가는 존재이다. 그런데 신명도 머물 처소를 갖지 못하거나 생존자로부터 제물을 받지 못하면 귀신이 되는 경우가 있다.

### 동양의 귀신 이해
귀신이란 원시신앙이나 종교의 대상의 하나인 범신론적 존재를 말하며, 사람이 죽은 뒤에 남는다고 하는 혼령 또는 눈에 보이지 않으면서 사람에게 화복(禍福)을 내려 주는 정령(精靈)을 가리키는 것이 동양의 일반적인 관념이다.

### 서구의 이해
그러나 서양에서는 '악마' 또는 '악령'(惡靈)으로 번역되는 'demon'이라는 말이 일반 술어상으로 ‘귀신’에 해당되며, 그 어원은 라틴어 'daemon' 즉 '악령'에서, 그리스어 'daimon' 즉 '신', '천재', '영혼' 등을 뜻하는 말에서 찾을 수 있다.
본디 'demon'은 신과 인간의 사이에 개재하는 영적인 존재였으나 점차 유해한 의미를 지니게 되어, 악의에 가득 찬, 눈에 보이지 않는 존재를 뜻하게 되었다.

### 기독교의 이해
구약 중에서의 '악령'은 야훼의 지배 아래 있으며, 그 허락을 받아 비로소 인간을 괴롭히는 것으로 생각되었었다(판관 9:23, 1열왕 22:19-22). 신약에서 '악령' 또는 '악마'로 번역되는 'demon'은 인간에게 파고 들어와 귀신들리게 하는 것으로 이해하거나(마태복음서 11,18), '이방의 신들'(사도행전 17:18)이라는 의미로도 사용되었다. 민중신학자 안병무는 《역사와 해석》에서 복음서에 나오는 축귀전승을 예수가 민중을 억압하고 병들게 하는 사회구조로부터의 해방을 이룬 것으로 이해한다. 역사적 예수분야의 권위자로 불리는 존 도미니크 크로산도 마가복음서의 군대(헬라어로 레기온)귀신 추방전승을 로마제국의 폭력성이 드러난 유대독립전쟁 당시 만들어진 전승으로 이해함으로써 팍스 로마나라는 이름 하에 행해지는 로마제국의 폭력에 대한 민중들의 분노와 해방에 대한 바람을 읽는다.

## 종교에서의 영혼

### 서양 세계

#### 고대 이집트
고대 이집트에서의 영혼은 무의식을 의미하는 '카'(ka)와 사람의 인격 혹은 자아를 의미하는, 사람 머리와 새의 몸통을 한 '바'(ba)로 나뉜다. '바'는 사람이 죽으면, 육체를 떠나 자유롭게 날아다니는 존재이며, 반면에 '카'는 사람이 죽어도 육체에 남는다. 고대 이집트 사람들은 신의 심장 무게 달기 의식재판을 통해 정당한 영혼임을 판정받은 자는 '카'와 '바'가 다시 합쳐져, '아크'(Akh)가 되어 다시 부활한다고 믿었기 때문에, '카'가 머물러 있는 육체를 계속 보존시키기 위한 미라와 같은 독특한 장례의식이 발생하였다.

#### 고대 그리스
그리스도 이전의 그리스 철학에서는 영혼을 인간생활의 원칙으로 보았는데 플라톤은 육신이라는 감옥에 갇혀 있는 영혼자체가 삼부(三部)구조로 되어 있어서 감각적인 욕정의 원리인 탐욕혼이 복부에 자리 잡고 있고, 용기와 정기의 원리인 기혼(氣魂)이 마음에 자리 잡고 있으며, 생각의 원리인 지혼(知魂)이 머리에 자리 잡고 있다고 보았다. 그리고 이 지혼은 불멸의 신적인 성격을 띠고 있다.

#### 기독교
기독교에서 영혼은 인간의 육신은 마치 사람이 육체에 옷을 입는 것 같이 영혼에게 입혀진 것이 옷이 육신이라고 생각할 만큼 영혼의 존재에 대해서 중요하게 생각한다. 영혼의 존재는 불멸이며, 모든 인간의 영혼은 죽은후 엘로힘과  그의 아들 예수 그리스도에 대한 믿음의 여부에 따라서 대해서 심판을 받고 천국 혹은 지옥으로 나뉘어 가게 된다고 믿는다. 즉 인간의 육체는 영혼이 존재하는 동안 거하는 임시거처일 뿐이며, 인간의 모든 지식과 기억을 포함한 자아는 영혼에 존재하기 때문에 육신보다 영혼을 더욱 중요하게 여기며 육신이 살아있는 동안 각 개인의 사후세계를 위해 하나님에 대한 믿음을 지켜 행할 것을 가르친다.(그러나 사후세계만을 위해서 하나님에 대한 믿음을 갖는 것은 아니다.)

#### 영혼에 대한 이해
“하나님은 육체와 영혼으로 된 사람을 창조하셨다.”
“영혼은 죽지도 없어지지도 않는다.”
이와 같은 이부(二部)구조적인 인간관은 창세기와 예수 그리스도의 영원한 생명론에 근거를 두는 것이지만 이 교리가 형성되기까지는 오랜 세월이 걸렸다. 아리스토텔레스는 영혼을 자연철학적인 원리인 질료형상론(質料形相論, Hylemorphism)으로 설명한다. 모든 사물의 구조원리가 그렇듯이 모든 생물의 구성원리는 원질(原質) 혹은 질료와 체형(體形) 혹은 형상으로 되어있다. 여기서 모든 생명체의 체형 또는 형상이 혼이다. 따라서 식물에게는 생혼(生魂)이 있고, 동물에게는 각혼(覺魂)이 있으며 이 각혼은 생혼의 기능을 동시에 한다. 그리고 인간에게는 지혼(知魂)이 있는데, 지혼은 생혼, 각혼의 기능을 동시에 하고 있다.

#### 교부들과 스콜라 철학자들의 이해
아리스토텔레스의 질료형상론은 중세기를 거치는 동안 토마스 아퀴나스를 위시로 그리스도교적 인간관을 정립하는 데 초석이 되었다. 니사의 그레고리오와 성 아우고, 네메시우스(Nemesius, 4세기)와 증거자 성 막시모(St. Maximus Confessor, 6세기)에 이르러 이미 중세 스콜라 철학적인 영육의 이부구조적인 인간관이 형성되었다. 성 토마스 아퀴나스는 아리스토텔레스의 질료형상론의 자연철학을 따르면서 인간혼은 개성을 가진 영체로서 육신의 체형 또는 형상이 된다고 정의하였다. 영혼은 죽은 뒤에라도 육신과 떨어져 단독으로 존재하나 살아있는 동안은 육신과 합하여 완전 일체를 이루고 있다고 주장하였다. 그러므로 영혼은 그 자체를 위하여 만들어진 것이 아니라 육체와 합하기 위하여 만들어졌다. 이 점에서 영혼 자체는 순수 영체로서 불사불멸하지만 천사와는 다르다. 영혼이 어떻게 생겨서 육체와 결합하느냐에 대해서는 여러 가지 설이 있었으나 토마스 아퀴나스의 창조설로 결론이 내려졌다.

#### 창조설
창조설(creationism)은 교회의 정통사상으로 받아들여지는 설로서 인간의 육신과 영혼이 하느님의 창조물이라는 것은 창세기를 기반으로 한 교리이지만 각 사람이 태어날 때 그 영혼이 어떻게 생겨나느냐 하는 것이 역사적으로 문제가 되어 왔다. 이에 대하여 락탄시오(Lactantius), 암브로시오(Ambrosius), 예로니모(Hieronymus) 등 교부들의 주장을 종합하여 롬바르도(Petrus Lombardus, 1100?∼1160)는 이렇게 주장하였다.“각 사람의 영혼은 육체에 부여되어 창조된다.” 토마스 아퀴나스도 이 설을 지지하면서 아리스토텔레스의 질료형상론으로 철학적인 설명을 하였다. 즉 영혼은 육체의 체형이며 육체와 함께 인간개성의 실체를 이룬다. 육신과 영혼은 일체를 이루는 공동구성 원리이기는 하지만, 영혼은 영체이기 때문에 육체를 떠나서 단독으로 존재할 수 있다(죽음). 그러나 영혼은 어디까지나 자기 육체를 위하여 창조된 것이다. 이것이 천사와 다르다. 아퀴나스의 인간관은 스콜라 학파의 일관된 주장이며 교회는 이 설을 정설로서 받아들이고 있다.(白敏寬)

### 동양 세계

#### 유교
유교에서는 천지만물이 음양, 오행, 기의 집합으로 생겨나고, 또한 그 기의 흩어짐으로 없어진다고 한다. 사람도 예외가 아니어서 기의 모임으로 태어났다가 그 기의 흩어지는 현상이 바로 죽음이다. 죽음 뒤에도 사라지지 않는다고 믿는 혼백(魂魄) 역시 음양의 기에 지나지 않기 때문에 시일이 지나면 마침내 흩어지고 자연으로 돌아간 기는 다시 사람으로 태어난다는 보장이 없기 때문에 유교에서는 내세를 믿지 않는다.
따라서 한번 죽으면 그만이기 때문에 자손을 통해 대를 이어감으로써 그 허무함을 달래고 영생의 욕구를 대신한다. 대가 끊어지는 것을 영생이 단절된다고 생각한다.

#### 불교
불교에서는 내세관이 뚜렷하였다. 죽음은 곧 다른 삶의 시작으로 종말이 아니며 전생의 업보에 따라 금생(今生)에 태어나서 다시 업을 짓고 죽으면 그 업과(業果)에 따라 내세가 열리지만 반드시 사람으로 태어나는 것은 아니다. 자신의 지은 업이 아뢰야식에 저장되며 이 저장된 업식에 따라 지옥, 아귀, 축생, 아수라, 사람, 천상으로 윤회한다.
그렇기 때문에 선업을 닦고 내세를 예비하는 것이 가장 바람직한 삶의 형태라 본다. 그러나 사람으로 다시 태어나도 사바세계에서 생로병사의 사고(四苦)를 면할 수 없기 때문에 윤회의 고리를 끊은 해탈을 하여야 된다.

#### 도교
도교는 현세에 중심을 둔 종교로써 내세를 인정하지 않는다. 따라서 죽음이란 너무 허무한 것이기에 죽지 않는 장생불사(長生不死) 와 신선이 되는 성선(城仙)의 길을 택했다.
도교의 대표적인 서적인 ‘포박자’를 쓴 진나라의 갈홍은 거북과 학은 오래도록 산다고 하면서 어찌 사람은 오래 살지 못하겠냐고 갈파한다. 오래 사는 것에 대해 초기에는 불로초나 불사약 같은 것을 추구했지만 후에는 방향을 바꾸어 정신적 수양으로 해결하려 하였다. 하지만 죽음은 피할 수 없는 것이기에 도교에서는 죽음에 대한 해석을 신체는 관에 들어가지만 영혼은 신선세계에 간다고 했다. 이것이 도교에서 말하는 시해(尸解)이다.

#### 이슬람교
기독교와 그 뿌리를 같이 하면서도 크게 갈등한다. 기독교에서는 태어날 때부터 죄가 있다고 하는 원죄설을 주장하지만 이슬람교에서는 죄란 현세의 일상생활 속에서 가정환경이나 사회환경에 의하여 오염되거나 인간의 자유의지로 만들어내는 자 범죄일뿐 원죄는 없다고 주장한다. 하지만 원죄가 없더라도 있는 죄가 씻김을 받지 않고서는 순결무구한 천국에 들어 갈 수 없으므로 천국으로 가는 길목에서 ‘바르자크(연옥)’을 거쳐야 한다고 주장한다. 즉, 씻김이란 변태하는 과정이고 필연적으로 거쳐야 하는데 이것이 바로 죽음이다.

## 같이 보기
- 마인드 업로딩
- 스콜라주의
- 윤회설
- 영생
- 환생
- 유령
- 악령

## 참고 문헌
- 몸, 영혼과 정신[깨진 링크(과거 내용 찾기)]
- A. Pegis, St. Thomas and the Unity of Man, in J. McWilliams, ed., Progress in Philosophy, pp.153–173, 1955 /
- Centre catholique des intellectuels français, L'âme et le corps, 1961 /
- C. Tresmontant, La Metaphysique du Christianisme, 1961 /
- R. Rahner, Theological Investigations, IV, 1966.
- 이 문서에는 다음커뮤니케이션(현 카카오)에서 GFDL 또는 CC-SA 라이선스로 배포한 글로벌 세계대백과사전의 내용을 기초로 작성된 글이 포함되어 있습니다.